# Cesanese di Affile amabile
Il Cesanese di Affile amabile o Affile amabile è un vino che, nel passato (fino al 2011), ha usufruito della menzione DOC. Come tale veniva prodotto nei comuni di Affile, Roiate e Arcinazzo Romano in provincia di Roma. Dopo il 2011 le eventuali ulteriori produzioni non potranno più fregiarsi di tale riconoscimento..

## Vitigni con cui era consentito produrlo
- Cesanese d'Affile e/o Cesanese comune minimo 90%
- Sangiovese, Montepulciano, Barbera, Trebbiano toscano (Passerana), Bombino bianco (Ottonese), fino ad un massimo complessivo del 10%.

## Tecniche di produzione
Vietata ogni pratica di forzatura.

## Caratteristiche organolettiche
- colore: rosso rubino più o meno carico;
- profumo: delicato, caratteristico del vitigno;
- sapore: amabile, morbido, finale lievemente mandorlata, armonico;
- zuccheri residui: minimo 11,00 g/l , massimo: 35,00 g/l;

## Produzione
Provincia, stagione, volume in ettolitri